# Thecla hyacinthus
Thecla hyacinthus är en fjärilsart som beskrevs av Pieter Cramer 1775. Thecla hyacinthus ingår i släktet Thecla och familjen juvelvingar. Inga underarter finns listade i Catalogue of Life.